# Campeonato Nacional de fútbol de Kiribati
El Campeonato Nacional de fútbol de Kiribati es la máxima competición futbolística del país. Cuenta con la participación de 23 equipos divididos en 4 grupos regionales. El torneo no posee un cupo a la Liga de Campeones de la OFC al no estar la Asociación de Fútbol de Kiribati inscrita en la FIFA y, por ende, no ser un miembro pleno de la Confederación de Fútbol de Oceanía. Sin embargo, La OFC determinó que a partir de 2021 equipos de países pertenecientes a la confederación podrían enviar un equipo a la fase previa de la Liga de Campeones de la OFC.

## Historia
Aunque en Kiribati se disputaron varios torneos nacionales y regionales entre 1984 y 1999, no fue sino hasta 2002 que se organizó una liga nacional oficialmente. Aun así, ciertos problemas impidieron el desarrollo de la competencia en 2003 y 2005, aunque luego de esas fechas el campeonato se normalizó. En 2011 el torneo sería interrumpido nuevamente, aunque en 2013 se reanudó.

## Equipos participantes 2019
| - Arorae - Banaba - Marakei - Nonouti - Tamana - Tarawa Urban Council (TUC) - Kiribati FC - Betio Town Council (BTC) - Maiana - Nikinau - Tabiteuea South - Teraina | - Abaiang - Abemama - Kuria - Makin - Tabiteuea North - Beru - Butaritari - Eutan Tarawa Council (ETC) - Kiritimati - Onotoa - Tabuaeran |

## Palmarés[1]
| Temporada | Campeón                                  | Resultado                                | Finalista                                |
| --------- | ---------------------------------------- | ---------------------------------------- | ---------------------------------------- |
| 1984      | South Tarawa                             | 3-1                                      | Abaiang                                  |
| 1985-1986 | Desconocido, probablemente no disputado' | Desconocido, probablemente no disputado' | Desconocido, probablemente no disputado' |
| 1987      | Makin                                    | -                                        | -                                        |
| 1988-1994 | No disputado'                            | No disputado'                            | No disputado'                            |
| 1995      | Betio Town Council                       | -                                        | -                                        |
| 1996      | Tarawa Urban Council                     | -                                        | -                                        |
| 1997      | Tarawa Urban Council                     | -                                        | -                                        |
| 1998      | No disputado                             | No disputado                             | No disputado                             |
| 1999      | Betio Town Council                       |                                          |                                          |
| 2000      | Onotoa                                   | -                                        | -                                        |
| 2001      | No disputado                             | No disputado                             | No disputado                             |
| 2002      | Arorae                                   |                                          |                                          |
| 2003      | No disputado                             | No disputado                             | No disputado                             |
| 2004      | Tarawa Urban Council                     | 2-1                                      | Betio Town Council                       |
| 2005      | No disputado                             | No disputado                             | No disputado                             |
| 2006      | Betio Town Council                       | 3-1                                      | Tarawa Urban Council 1                   |
| 2007      | No disputado                             | No disputado                             | No disputado                             |
| 2008      | Desconocido                              | Desconocido                              | Desconocido                              |
| 2009      | Betio Town Council                       |                                          |                                          |
| 2010      | Makin                                    | 1-1 (pen. 4-1)                           | Marakei                                  |
| 2011-12   | No disputado                             | No disputado                             | No disputado                             |
| 2013      | Makin                                    | 4-0                                      | Butaritari                               |
| 2014      | Desconocido                              | Desconocido                              | Desconocido                              |
| 2015-16   | No disputado                             | No disputado                             | No disputado                             |
| 2017      | Nonouti                                  | 2-0                                      | Aranuka                                  |
| 2018      | No disputado                             | No disputado                             | No disputado                             |
| 2019      | Betio Town Council                       | 3-2                                      | Tarawa Urban Council                     |
| 2020      | No disputado                             | No disputado                             | No disputado                             |
| 2021      | No disputado                             | No disputado                             | No disputado                             |
| 2022      | No disputado                             | No disputado                             | No disputado                             |
| 2023      | Betio Town Council                       | 3-2                                      | Tarawa Urban Council                     |

## Títulos por equipo
| Equipo               | Títulos | Años campeón                       |
| -------------------- | ------- | ---------------------------------- |
| Betio Town Council   | 6       | 1995, 1999, 2006, 2009, 2019, 2023 |
| Makin FC             | 3       | 1987, 2010, 2013                   |
| Tarawa Urban Council | 3       | 1996, 1999, 2004                   |
| Nonouti              | 1       | 2017                               |
| Arorae               | 1       | 2002                               |
| Onotoa               | 1       | 2000                               |
| South Tarawa         | 1       | 1984                               |

## Máximos goleadores
| Temporada | Futbolista      | Equipo             | Goles |
| 2004      | Atiino Baraniko | Betio Town Council | 15    |
| 2006      | Bebe Tureiaa    | Betio Town Council |       |